# Hyundai Pony
Hyundai Pony je malý automobil s pohonem zadních kol, vyráběný jihokorejskou automobilkou Hyundai od roku 1975 do roku 1990. Pony byl prvním masově vyráběným a exportovaným vozem z Jižní Koreje. Označení Pony se používalo až do roku 2000 na některých exportních verzích modelů Hyundai Excel (například v Evropě) a Accent.

## Vývoj
Hyundai se pustil do výroby automobilů v roce 1968, kdy licenčně vyráběl vůz Ford Cortina pro jihokorejský trh. Když chtěla společnost vyvinout vlastní vůz, najala v roce 1974 George Turnbulla, bývalého generálního ředitele Austin Morris v koncernu British Leyland. Díky Turnbullovým zkušenostem s vozem Morris Marina, motorům a převodovkám od Mitsubishi, některým dílům z již vyráběného Fordu Cortina a karoserii hatchback navržené Giorgetto Giugiarem vyvinuli Hyundai Pony.

## První generace (1975–1982)
Pony byl představen jako koncept s karoserií kupé na autosalonu v Turíně v říjnu 1974 a v prosinci 1975 byl vůz představen jako čtyřdveřový sedan, který měl konkurovat modelům Saehan Gemini a Kia Brisa. V květnu 1976 byla přidána užitková verze pick-up, která byla k dispozici pouze s menším, 1,2litrovým motorem a měla užitečnou hmotnost 380 kg. V dubnu 1977 se objevilo kombi. V roce 1981 bylo malé víko zavazadlového prostoru sedanu nahrazeno pátými dveřmi kufru a vznikl tak nový pětidveřový model liftback. Ten byl doplněn ještě novým třídveřovým liftbackem.
V roce 1976 začal Hyundai vyvážet model Pony do Chile, Argentiny, Kolumbie, Ekvádoru a Egypta. Evropský export začal v roce 1979 do Belgie a Nizozemska, krátce poté se začalo vyvážet i do Řecka.

Čtyřválcový motor o objemu 1,2 l měl výkon 55 koní (40 kW) a motor o objemu 1,4 l dosahoval výkonu 68 koní (50 kW). Motor 1.4 GLS byl testován britským automobilovým časopisem Motor a maximální rychlost činila 148 km/h při zrychlení z 0 na 60 mílí za hodinu (97 km/h) za 15,3 sekundy.

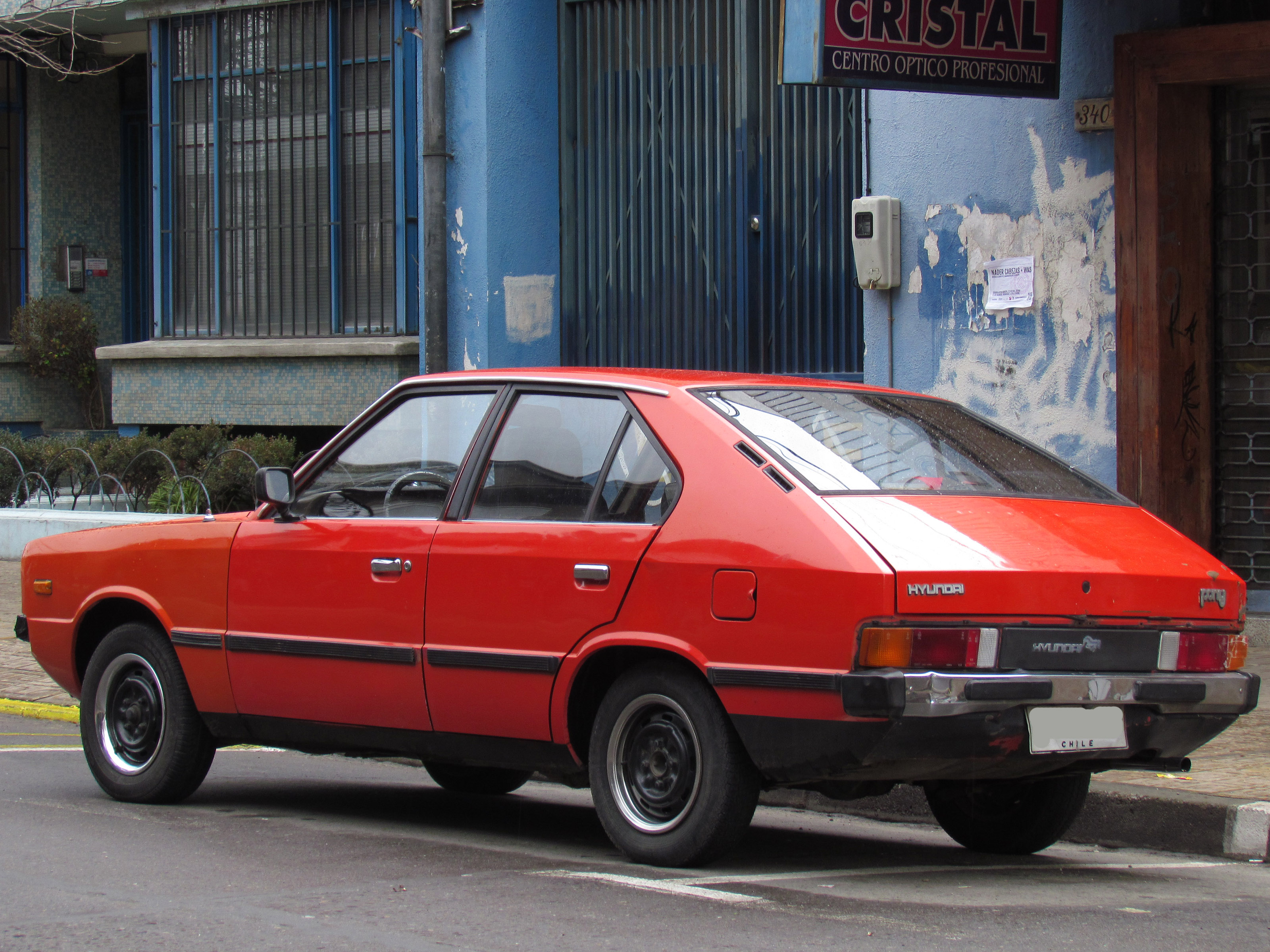
Hyundai Pony (1982)
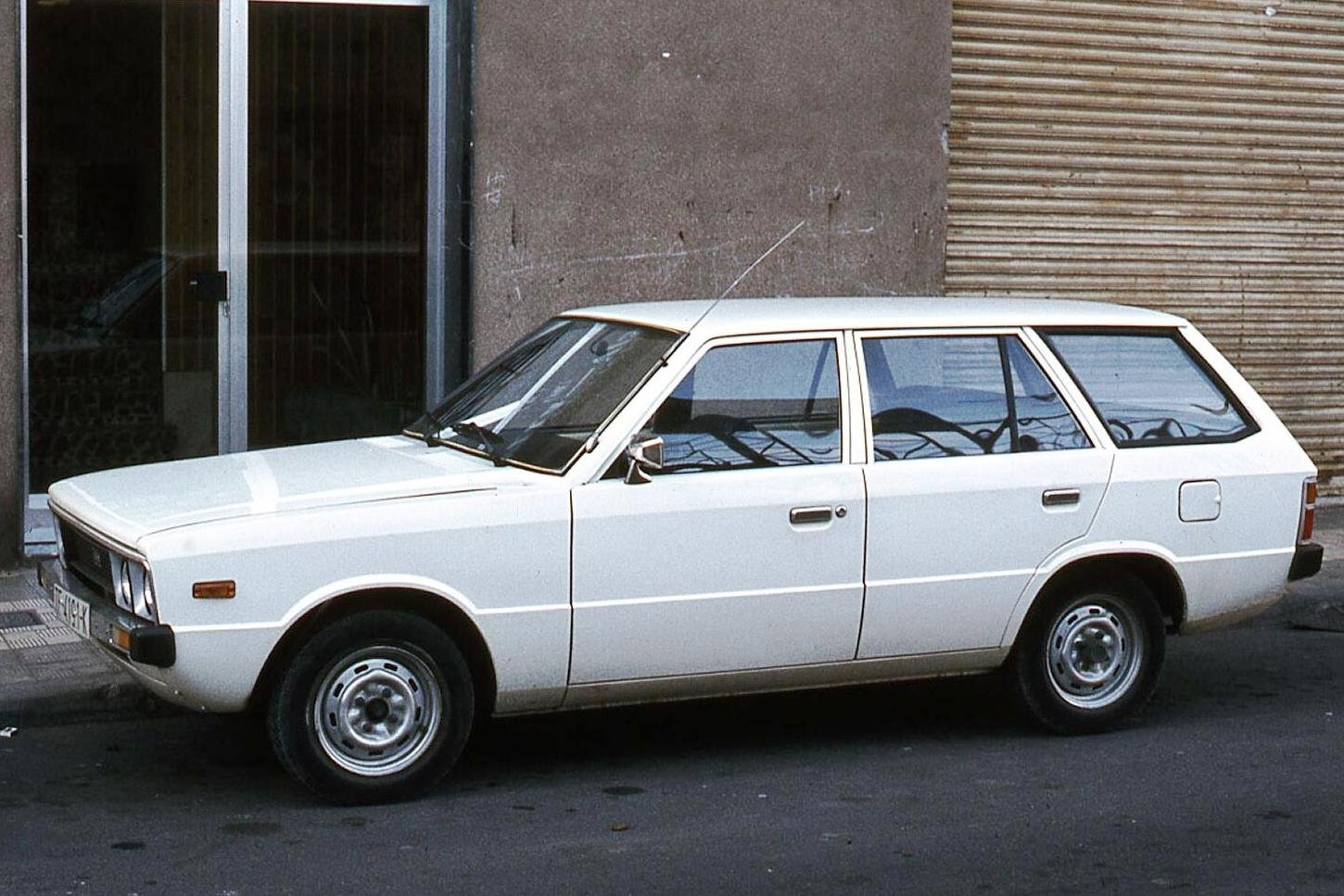
Hyundai Pony (karoserie kombi)
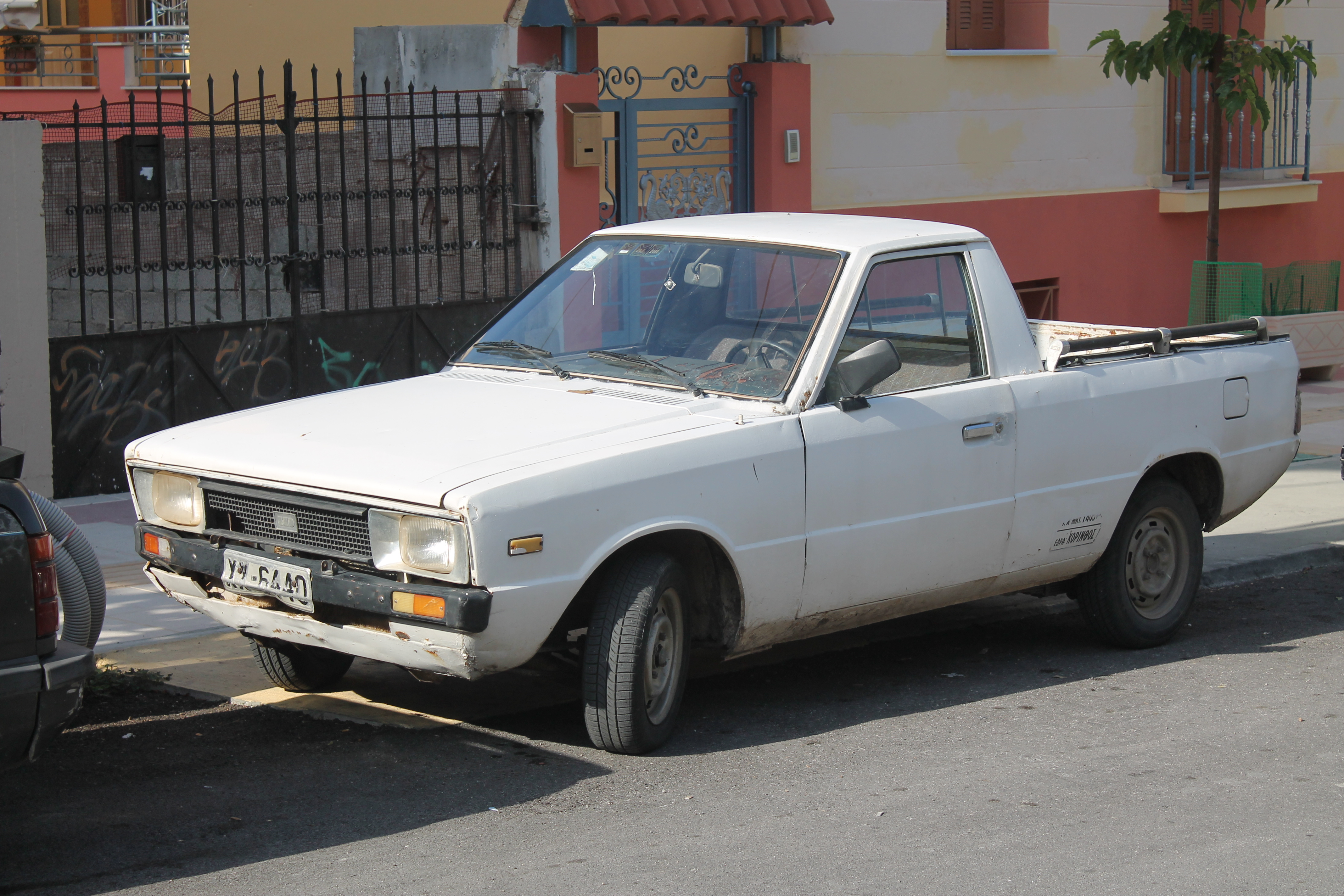
Hyundai Pony (karoserie pick-up)

## Druhá generace (1982–1990)

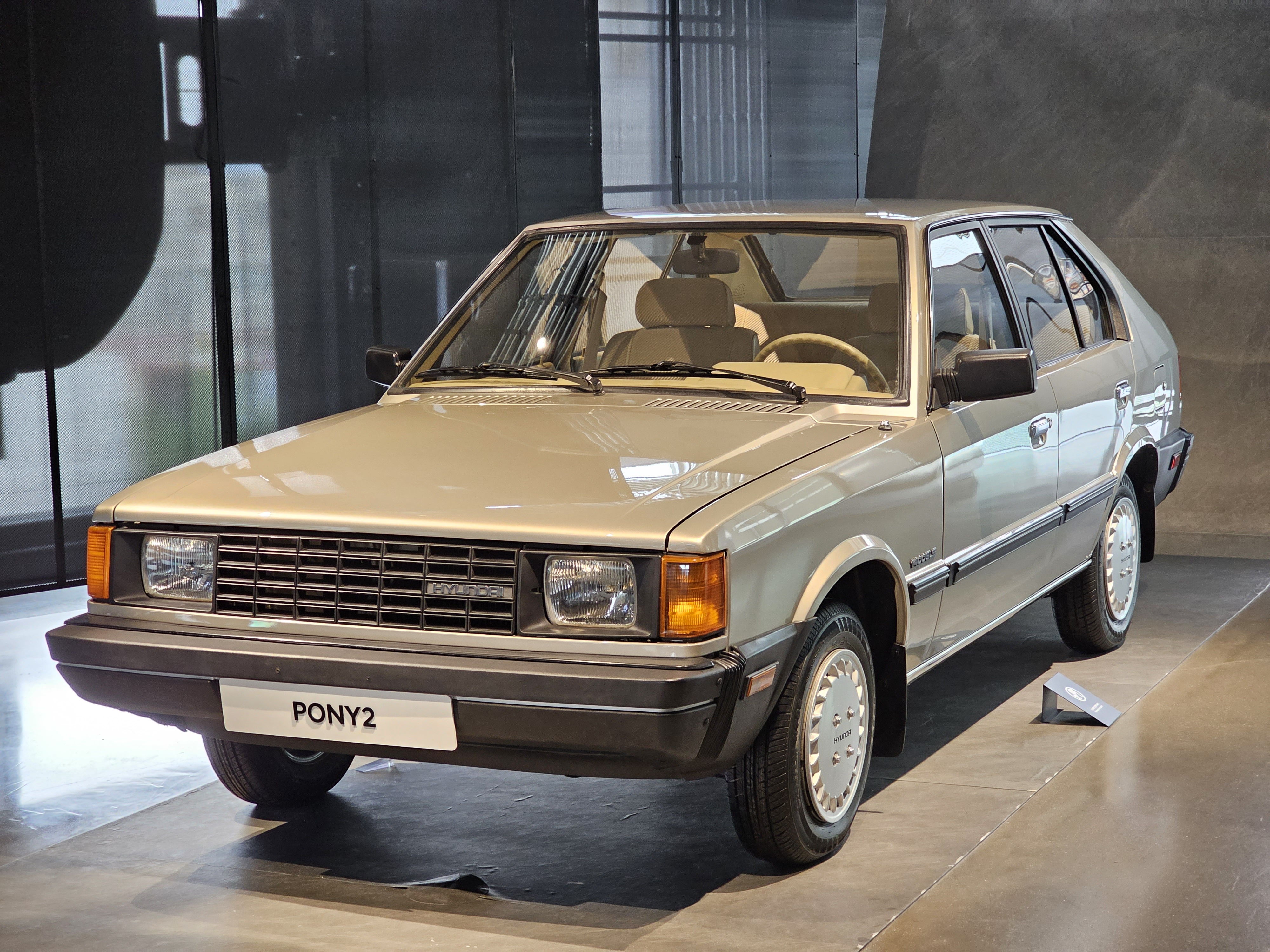
Hyundai Pony druhé generace

Druhá generace Pony, představená v lednu 1982, byla mechanicky podobná první generaci, ale prošla rozsáhlou změnou designu. V nabídce zůstal pouze pětidveřový liftback a dvoudveřový pickup.
Na jaře 1982 byl zahájen vývoz druhé generace Pony také do Velké Británie, kde se stal prvním korejským vozem, který se tam prodával. Zpočátku se Pony profiloval jako cenově dostupný vůz mezi značkami z východního bloku (Lada, Škoda) a mezi nižšími modely zavedených japonských značek.

Pony II se od roku 1983 vyvážel do Kanady, kde patřil k nejlevnějším vozům na trhu, a jeho prodeje výrazně předčily očekávání; původní odhady pro rok 1984 hovořily o 5 000 prodaných kusech, ale konečný počet dosáhl 25 123 kusů, což z něj učinilo jeden z nejprodávanějších vozů v této zemi. Pony se stal nechvalně známým pro špatnou kvalitu, ale byl kultivovanější a lépe postavený než srovnatelně levné východoevropské dovozy, což pomohlo značce Hyundai získat v Kanadě pevnou pozici. Pony tam byl natolik oblíbený, že se prodával spolu s modelem Excel až do roku 1987, místo aby byl nahrazen tímto vozem, jak tomu bylo na většině jiných trhů.

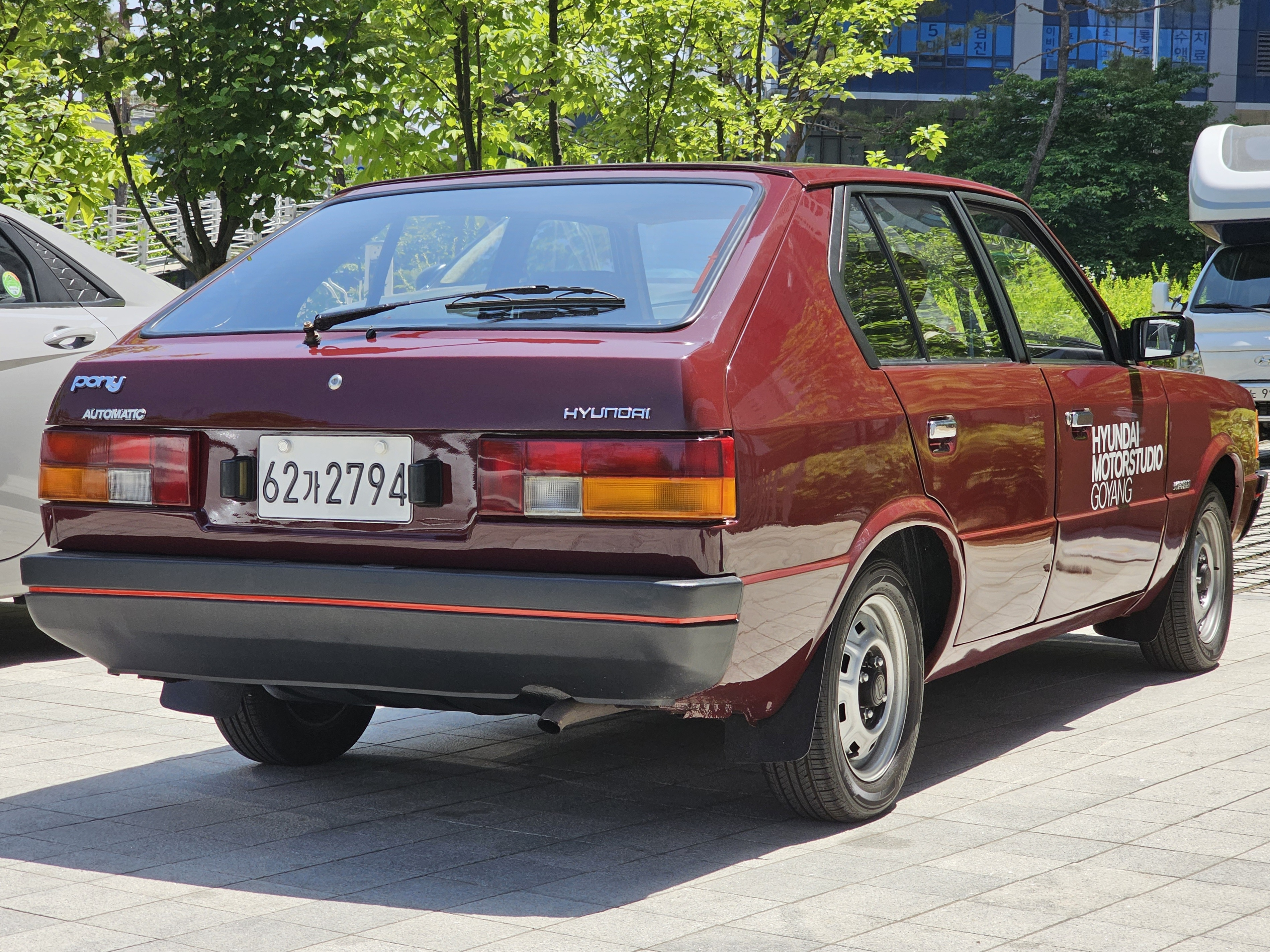
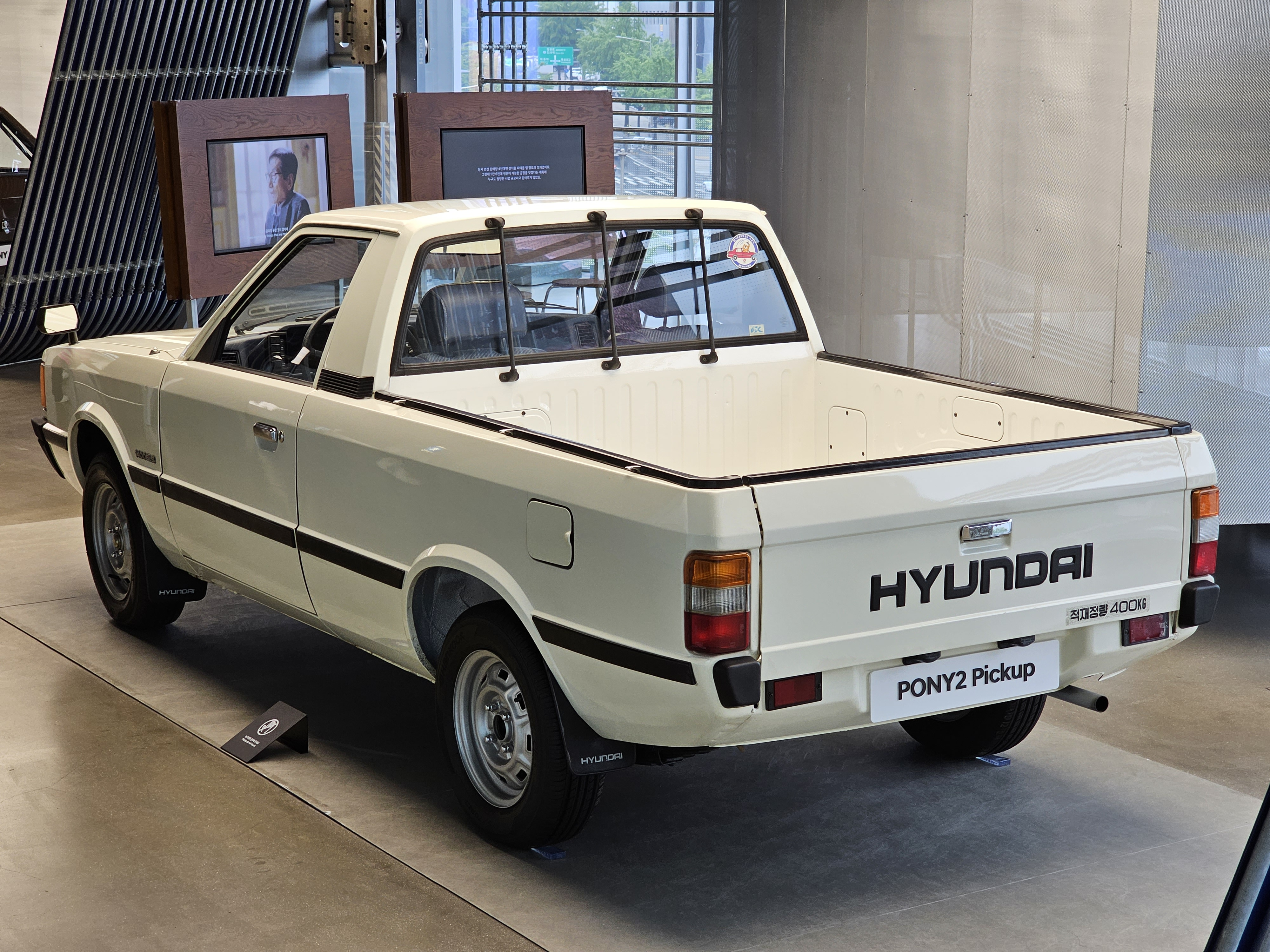
Hyundai Pony druhé generace (pick-up)